# Aelurillus cretensis
Aelurillus cretensis är en spindelart som beskrevs av Galina N. Azarkina 2002. Aelurillus cretensis ingår i släktet Aelurillus och familjen hoppspindlar. Inga underarter finns listade i Catalogue of Life.